# 大都会 (曲)
「大都会」（だいとかい）は、日本のロックバンドであるクリスタルキングの楽曲。作詞はクリスタルキングの田中昌之と山下三智夫に友永ゆかり、作曲は山下が担当した。
1980年5月5日にキャニオン・レコードのAARD-VARKレーベルから1枚目（通算2作目）のシングルとしてリリースされた。

## 背景、制作
1978年10月1日に開催された『第16回ヤマハポピュラーソングコンテスト』（ポプコン）にクリスタルキングが出場し、「明日への旅立ち」で入賞を受賞した。しかし、結果に満足がいかなかった田中昌之をはじめとしたメンバーが「審査基準に納得がいかない」と暴れていたところ、ポプコンのスタッフから「お前ら、九州の男やったらもう一回勝負するよね？」と言われたことがきっかけで、田中は「おもろいやないかい。次は絶対グランプリを獲ったる！」となり、表題曲が制作された。第16回でグランプリを受賞した円広志の「夢想花」のサビのインパクトを越えた楽曲を作ろうという流れになり、田中は「簡単にいえば審査員を驚かせればいい。俺の高音で歌メロが始まれば、びっくりして審査員がマルをつけるやろうって。ギターの山下がベースになる曲を書いてきて、それから3人がかりで詞を考えた」と語っている。
結果、1979年10月7日に開催された『第18回ヤマハポピュラーソングコンテスト』の本選会に出場し、グランプリを獲得。続く『第10回世界歌謡祭』でもグランプリと優秀歌唱賞をダブルで受賞した。この結果に、ヤマハの当時の理事長が会見で「こんな品の欠片もないバンドにグランプリを与えたヤマハの器量に拍手してくれ」と発言した際、田中は「『そのとおりや！』って拍手した。俺らが本気を出せばグランプリは当たり前やと思ってた。いま思い返すと、根拠のない自信とうぬぼれ、だけど」とふり返ったうえで「俺にとっての『大都会』は人生そのもの。この曲のおかげで、今の俺がいる」と語っている。

## 音楽性
表題曲である「大都会」は、田中いわく福岡を舞台にした楽曲で、当時のメンバーの出身地である長崎県佐世保市から見た都会は福岡だったと語っている。また、タイトルは、当時放送されていた刑事ドラマ『大都会 PARTII』から拝借したものだという。

## リリース、記録
1979年11月21日にキャニオン・レコードのAARD-VARKレーベルからEPレコードのみでリリースされ、デビューシングルながら、118万枚（オリコン調べ）を超えるミリオンセラーを記録した。

## CMでの使用
1998年にポッカ（現・ポッカサッポロフード&ビバレッジ）の缶コーヒー「クリスタルブラック」のCMに田中が出演して本曲を歌唱した。
2001年にオンエアされたホンダ『CR-V（RD4型）』のCMに、本曲を英語訳したうえでゴスペル調にアレンジしたものが使用された。
2018年にオンエアされたキリンビール「のどごしZERO」のCMに使用された。
2022年11月1日よりニッスイの缶詰「Sui Sui オープン うまい！鯖匠」シリーズのPR動画に、替え歌として使用された。

## 収録曲
| #         | タイトル   | 作詞                             | 作曲       | 編曲                       | 時間 |
| --------- | ---------- | -------------------------------- | ---------- | -------------------------- | ---- |
| 1.        | 「大都会」 | 田中昌之・山下三智夫・友永ゆかり | 山下三智夫 | 船山基紀                   | 4:53 |
| 2.        | 「時流」   | 阿里そのみ                       | 安部恭弘   | クリスタルキング・船山基紀 | 4:52 |
| 合計時間: | 合計時間:  | 合計時間:                        | 合計時間:  | 合計時間:                  | 9:45 |

## リリース日一覧
| No. | リリース日     | レーベル                         | 規格       | 規格品番 | 備考 |
| --- | -------------- | -------------------------------- | ---------- | -------- | ---- |
| 1   | 1979年11月21日 | キャニオン・レコード / AARD-VARK | EPレコード | V-51     |      |

## カバー
| アーティスト      | 収録作品                                                               | 発売日         | 規格品番         | 備考 |
| 大都会            | 大都会                                                                 | 大都会         | 大都会           | 大都会 |
| ----------------- | ---------------------------------------------------------------------- | -------------- | ---------------- | --- |
| 広瀬香美          | 『Thousands of Covers Disc1』                                          | 1997年8月21日  | VICL-60053       | |
| 臼井儀人          | 『映画 クレヨンしんちゃん 嵐を呼ぶ モーレツ! サウンドトラック 大全集』 | 2003年6月18日  | COCX-32232/3     | 1998年に公開された『クレヨンしんちゃん 電撃!ブタのヒヅメ大作戦』の挿入歌として「臼井儀人の大都会」のタイトルでカバー。 |
| 吉井和哉          | 『KAZUYA YOSHII LIVE DVD BOX 『LIVE LIVE LIVE』』                      | 2008年5月21日  | TOBF-5583        | |
| Acid Black Cherry | 『Recreation 2』                                                       | 2010年6月30日  | AVCD-32162       | BREAKERZのDAIGOがゲストボーカルとして参加している。                                                                    |
| Acid Black Cherry | 『Recreation 2』                                                       | 2010年6月30日  | AVCD-32163       | BREAKERZのDAIGOがゲストボーカルとして参加している。                                                                    |
| 島津亜矢          | 『SINGER 3』                                                           | 2015年10月21日 | TECE-3352        | |
| 日食なつこ        | 『「▲Sing well▲Tour」東京EX THEATER ROPPONGI2019』                     | 2020年1月15日  | 328-LDKDV        | |
| 石丸幹二          | 『with FRIENDS』                                                       | 2024年11月6日  | SICL-30069 BSCD2 | Toshl（ヴォーカル）とのデュオ                                                                                          |